# Rory J. Saper
Rory Jonathon Saper (* 3. April 1996 in Buckinghamshire, Vereinigtes Königreich) ist ein englischer Schauspieler. Er spielte unter anderem in der Serie Find me in Paris.

## Leben
Saper wuchs mit seinen zwei älteren Schwestern und seinen Eltern Camilla und Roger Saper in Beaconsfield auf und besuchte die örtliche Grundschule.
Im Film Rufus (2012) von Dave Schultz erhielt Saper eine Hauptrolle. Darin spielt er einen jungen Vampir, der von einem Pharmaunternehmen gejagt wird, um an seine Gene zu kommen, von denen sich die Wissenschaftler eine verjüngende Wirkung versprechen. 2013 wurde Saper für diese Rolle beim Las Vegas Film Festival mit dem Male Indie Icon Award ausgezeichnet. Im 2015 erscheinenden Film The Pass von Ben A. Williams spielt Saper den Bellboy. Zwei Jahre nachdem Saper die Schule beendete, bekam er die Rolle des jungen Tarzan in David Yates’ Film Legend of Tarzan, der im Sommer 2014 gedreht wurde. Ab Oktober 2015 stand Saper für den Film Considering Love and Other Magic an der Seite von Eric McCormack in Kanada vor der Kamera.  Darin spielt er einen Teenager, der sich erstmals Gedanken über den Sinn von Leben und Tod macht.

## Filmografie
- 2012: Rufus
- 2016: The Pass
- 2016: Infinite (Kurzfilm)
- 2016: Legend of Tarzan (The Legend of Tarzan)
- 2016: Considering Love and Other Magic
- 2017: Incontrol
- 2017: Money Drugs (Kurzfilm)
- 2018–2019: Find me in Paris (Fernsehserie, 30 Folgen)
- 2020: Summerland
- 2021: Close to Me (Fernsehserie, 1 Folge)
- 2022: Kill Them with Kindness (Kurzfilm)
- 2022: Influencer
- 2023: Kindling
- 2025: Alert (Fernsehserie, 1 Folge)

## Auszeichnungen
- 2013: Las Vegas Film Festival, Male Indie Icon Award (für Rufus)